# Wartenberg (Hesja)
Wartenberg – miejscowość i gmina w Niemczech, w kraju związkowym Hesja, w rejencji Gießen, w powiecie Vogelsberg.